# 大谷龍次
大谷 龍次（おおたに りゅうじ、1988年8月28日 - ）は、鹿児島県南さつま市坊津町出身の元プロ野球選手（外野手）。右投右打。NPBでは育成選手であった。

## 経歴
坊泊小学校、坊泊中学校、樟南高等学校を経て、軟式野球・日立製作所厚木に所属。2007年10月に開かれた天皇賜杯全日本軟式野球大会に出場した（結果は一回戦敗退）。11月に千葉ロッテマリーンズのテストを受け、育成選手ドラフトで5巡目指名を受けた。守備に優れた外野手であるが、2009年に唯一出場したイースタンリーグの試合では満塁本塁打を放った。
2009年10月30日、自由契約公示された。その後、12球団合同トライアウトに参加。
2010年1月、独自トライアウトを経て徳島インディゴソックスに入団することが発表された。育成ドラフト同期の白川大輔も同時に入団が決まっている。
2011年は、リーグ2位となる11本塁打を放った。
2013年シーズン終了後の12月30日、徳島の退団と引退を発表。退団後はスポーツDEPO徳島藍住店に勤務していた。
その後は鹿児島市で活動する軟式野球チームの鹿児島トランスポートに入部し、2022年まで主将を務めた。

## 詳細情報

### 年度別打撃成績
- 一軍公式戦出場なし

### 独立リーグでの打撃成績
| 年 度     | 球 団     | 試 合 | 打 数 | 得 点 | 安 打 | 本 塁 打 | 打 点 | 盗 塁 | 犠 打 | 犠 飛 | 四 球 | 死 球 | 三 振 | 打 率 |
| --------- | --------- | ----- | ----- | ----- | ----- | -------- | ----- | ----- | ----- | ----- | ----- | ----- | ----- | ----- |
| 2010      | 徳島      | 70    | 249   | 35    | 62    | 6        | 32    | 10    | 4     | 1     | 12    | 15    | 64    | .249  |
| 2011      | 徳島      | 64    | 255   | 41    | 73    | 11       | 53    | 11    | 0     | 3     | 24    | 3     | 47    | .286  |
| 2012      | 徳島      | 77    | 270   | 42    | 65    | 2        | 26    | 14    | 2     | 0     | 37    | 9     | 68    | .241  |
| 2013      | 徳島      | 80    | 317   | 38    | 90    | 8        | 50    | 5     | 1     | 4     | 24    | 3     | 51    | .284  |
| 通算：4年 | 通算：4年 | 291   | 1091  | 156   | 290   | 27       | 161   | 40    | 7     | 7     | 97    | 30    | 230   | .266  |

- 各年度の太字はリーグ最高。

### 背番号
- 125 （2008年 - 2009年）
- 33 （2010年 - 2013年）